# Helena Flàvia Júlia
Helena Flàvia Júlia, en llatí Helena Flavia Julia, fou la filla de Constantí I el Gran i de la seva segona dona Flàvia Maximiana Fausta. El seu germà Constanci II la va donar en matrimoni al seu cosí Julià quan aquest va rebre el títol de Cèsar l'any 355, que seria després l'emperador Julià l'Apòstata.
Va tenir un fill que va morir immediatament després de néixer. Va morir el 360. La seva suposada esterilitat i la mort del fill, Ammià Marcel·lí l'atribueix a les maquinacions de l'emperadriu Eusèbia, la seva cunyada.
Es conserven medalles o monedes però no és seguir si pertanyen aquesta emperadriu o a Helena Flàvia Juliana la mare de Constantí I el Gran, o fins i tot a Helena, la dona de Crisp (germà de Claudi II i avi de Constanci Clor). Les inscripcions diuen: 1. FL. JUL. HELENAE. AUG.; 2. FLAVIA or FL. HELENA. AUGUSTA; 3. HELENA. N. F. (Nobilis Femina); 4. HELENA FL. MAX. (Helena Flavia Maxima).